# التمد الحجر
قرية التمد الحجر هي إحدى القرى التابعة لمركز السنبلاوين في محافظة الدقهلية في جمهورية مصر العربية. حسب إحصاءات سنة 2006، بلغ إجمالي السكان في التمد الحجر 7378 نسمة، منهم 3803 رجل و3575 امرأة.

## التاريخ
قرية التمد الحجر من القرى القديمة، حيث وردت باسم «تمد الحجر» في أعمال الدقهلية والمرتاحية ضمن قرى الروك الناصري التي أحصاها ابن الجيعان في كتاب «التحفة السنية بأسماء البلاد المصرية». وفي العصر العثماني وردت باسم «تمد الحجر» في التربيع العثماني الذي أجراه الوالي العثماني سليمان باشا الخادم في عصر السلطان العثماني سليمان القانوني ضمن قرى ولاية الدقهلية، وفي تاريخ 1228هـ/1813م الذي عدّ قرى مصر بعد المسح الذي قام به محمد علي باشا باسم «التمد الحجر» ضمن قرى مديرية الدقهلية.